# Bossiaeeae
Bossiaeeae tông thực vật gồm các loài thực vật họ Đậu, có hoa màu đỏ hoặc vàng, đặc hữu của Úc.